# رالف تي كو
رالف تي كو (بالإنجليزية: Ralph T. Coe)‏ هو مؤرخ أمريكي، ولد في 27 أغسطس 1929، وتوفي في 14 سبتمبر 2010.